# Paralelo 48 N
O Paralelo 48 N é um paralelo no 48° graus a norte do plano equatorial terrestre.
A esta latitude o Sol é visível durante 16 horas e 3 minutos durante o solstício de verão e durante 8 horas e 22 minutos durante o solstício de inverno.

## Cruzamentos
Começando pelo Meridiano de Greenwich e tomando a direção leste, o paralelo 48° Norte passa por:
| País, território ou mar | Notas                                                                      |
| ----------------------- | -------------------------------------------------------------------------- |
| França                  |                                                                            |
| Alemanha                | Baden-Württemberg Baviera                                                  |
| Áustria                 |                                                                            |
| Hungria                 | Cerca de 8 km                                                              |
| Eslováquia              |                                                                            |
| Hungria                 |                                                                            |
| Ucrânia                 | Cerca de 6 km                                                              |
| Roménia                 | Cerca de 4 km                                                              |
| Ucrânia                 | Cerca de 4 km                                                              |
| Roménia                 |                                                                            |
| Ucrânia                 |                                                                            |
| Roménia                 |                                                                            |
| Moldávia                |                                                                            |
| Ucrânia                 |                                                                            |
| Rússia                  |                                                                            |
| Cazaquistão             |                                                                            |
| China                   | Xinjiang                                                                   |
| Mongólia                |                                                                            |
| China                   | Xinjiang                                                                   |
| Mongólia                |                                                                            |
| China                   | Mongólia Interior                                                          |
| Mongólia                |                                                                            |
| China                   | Mongólia Interior Heilongjiang                                             |
| Rússia                  |                                                                            |
| China                   | Heilongjiang                                                               |
| Rússia                  |                                                                            |
| Estreito da Tartária    |                                                                            |
| Rússia                  | Ilha Sacalina                                                              |
| Mar de Okhotsk          | Passa entre as ilhas Rasshua e Ushishir, Ilhas Curilhas, Rússia            |
| Oceano Pacífico         |                                                                            |
| Estados Unidos          | Península Olympic, Washington                                              |
| Puget Sound             |                                                                            |
| Estados Unidos          | Ilha Whidbey, Washington                                                   |
| Possession Sound        |                                                                            |
| Estados Unidos          | Washington Idaho Montana Dakota do Norte Minnesota                         |
| Canadá                  | Ontário, cerca de 7 km                                                     |
| Estados Unidos          | Minnesota                                                                  |
| Lago Superior           |                                                                            |
| Estados Unidos          | Isle Royale, Michigan                                                      |
| Lago Superior           |                                                                            |
| Canadá                  | Ontário Quebec                                                             |
| Rio São Lourenço        |                                                                            |
| Canadá                  | Quebec Fronteira Quebec / Nova Brunswick Quebec Nova Brunswick             |
| Baie des Chaleurs       | Passa a sul da Península de Gaspé, Quebec, Canadá                          |
| Canadá                  | Ilha Miscou, Nova Brunswick                                                |
| Golfo de São Lourenço   |                                                                            |
| Canadá                  | Ilha da Terra Nova, Terra Nova e Labrador.                                 |
| Baía Trinity            |                                                                            |
| Canadá                  | Ilha da Terra Nova, Terra Nova e Labrador - cruza a Península Bay de Verde |
| Oceano Atlântico        |                                                                            |
| França                  |                                                                            |